# Chilla Saroda Bangar
Chilla Saroda Bangar là một thị trấn thống kê (census town) của quận East thuộc bang Delhi, Ấn Độ.

## Nhân khẩu
Theo điều tra dân số năm 2001 của Ấn Độ, Chilla Saroda Bangar có dân số 65.969 người. Phái nam chiếm 56% tổng số dân và phái nữ chiếm 44%. Chilla Saroda Bangar có tỷ lệ 70% biết đọc biết viết, cao hơn tỷ lệ trung bình toàn quốc là 59,5%: tỷ lệ cho phái nam là 76%, và tỷ lệ cho phái nữ là 62%. Tại Chilla Saroda Bangar, 16% dân số nhỏ hơn 6 tuổi.